# 1404年
| 千纪： | 2千纪 |
| 世纪： | 14世纪 \| 15世纪 \| 16世纪                                                                                 |
| 年代： | 1370年代 \| 1380年代 \| 1390年代 \| 1400年代 \| 1410年代 \| 1420年代 \| 1430年代                           |
| 年份： | 1399年 \| 1400年 \| 1401年 \| 1402年 \| 1403年 \| 1404年 \| 1405年 \| 1406年 \| 1407年 \| 1408年 \| 1409年 |
| 纪年： | 甲申年（猴年）；明永乐二年；越南開大二年；日本應永十一年                                                   |

## 大事记
- 明在直沽设天津卫
- 药王庙在药都祁州（今河北安国）建立。[來源請求]
- 設立五城兵馬司。
- 明成祖派鄭和率楼船水师十万出使日本，足利義滿接受封賞，明朝向日本頒發貿易許可證「勘合符」，開始勘合貿易。
- 明朝设老挝宣慰司。
- 满者伯夷王维克拉马法哈纳（英语：Wikramawardhana）遣使朝贡，明成祖遣使赐镀金银印。
- 無畏的約翰繼任勃艮第公爵一職。
- 帖木兒帝國率領20萬士卒進攻明朝。
- 勃固王朝亞紮底律趁阿瓦王朝繼承危機，廢棄1391年的停戰協定，親率大軍沿伊洛瓦底江北上進攻上緬甸，但阿瓦王朝組織有效的防禦，戰況僵持。
- 5月22日——維陶塔斯與條頓騎士團簽署拉查茲條約，大體承諾薩利納斯條約的內容，並正式將薩莫吉希亞割讓給條頓騎士團。
- 12月21日——解縉、姚廣孝、王景、鄒輯等人编成《文獻大成》，即《永樂大典》。

## 出生
- 君士坦丁十一世，拜占庭帝國最後一位皇帝（1453年去世，49岁）。
- 朱瞻埈，明朝第一代郑王，明仁宗朱高炽庶次子。
- 秦僖王朱志堩（1404年－1424年，20岁），明朝秦隱王朱尚炳之子。
- 永壽安惠王朱志埴（1404年－1470年，66岁），明朝秦藩永壽王朱尚灴之嫡長子。

## 逝世
- 10月1日——博義九世（Piero Tomacelli），羅馬教宗。
- 4月27日——菲利普二世 (勃艮第)，瓦盧瓦王朝的第一位勃艮第公爵。